# Shandilya
Shandilya (sanskrit IAST : Śāṇḍilya ; devanagari : शाण्डिल्य) fut un bhakta et poète vishnouite d'époque indéterminée (antérieure au Xe siècle). Il est l'auteur du Śāṇḍilyasūtra, aussi intitulé Bhaktimīmāṃsāsūtra.
C'est aussi le nom d'une Upanishad de l'Atharva Veda.